# Município de Chatham (condado de Medina, Ohio)
Localização do Ohio nos E.U.A.
O município de Chatham (em inglês: Chatham Township) é um local localizado no condado de Medina no estado estadounidense de Ohio. No ano 2010 tinha uma população de 2265 habitantes e uma densidade populacional de 33,18 pessoas por km².

## Geografia
O município de Chatham encontra-se localizado nas coordenadas 41° 05′ 53″ N, 82° 01′ 31″ O. Segundo o Departamento do Censo dos Estados Unidos, o município tem uma superfície total de 68.25 km², da qual 68,21 km² correspondem a terra firme e (0,07 %) 0,05 km² é água.

## Demografia
Segundo o censo de 2010, tinha 2265 pessoas residindo no município de Chatham. A densidade de população era de 33,18 hab./km².